# マフムーディーヤ・モスク
マフムーディーヤ・モスクは、ヤーファーで最大かつ最も重要なモスクである。ヤーファーは現テル・アヴィヴの一部となっている。マフムーディーヤ・モスクは、２つの中庭と、３つめの小さな中庭の周りに配された、複数の建築からなっている。建物と、門と、中庭は、18世紀から19世紀にかけて、南部シリア地方がオスマン朝の支配下にあった間に、数度に渡って建てられた。

## 参考
1. ↑  Al-Mahmudiyya Mosque Archnet Digital Library.